# Museo Histórico La Campana
El Museo Histórico La Campana se encuentra ubicado en la localidad de El Jagüel, en el Partido de Esteban Echeverría. Es un museo dedicado a la historia de la región de Monte Grande. Fue inaugurado el 10 de noviembre de 1980. Funciona en el solar histórico de la chacra de los Mc Clymont, una de las primeras familias de colonos escoceses que habitó la zona.

## El Museo
El museo fue creado por decreto municipal en 1974, pero recién en 1976 tendrá su primera sede en una sala de la Escuela N.º 14 “Remedios de Escalada” en Monte Grande. Debido al Golpe de Estado los bienes quedaron en guarda en la Casa de la Cultura de Esteban Echeverría. Finalmente, ante la necesidad de tener un edificio propio, el 1º de octubre de 1980 el Municipio adquiere la estancia “La Campana” para destinarla como sede del museo, inaugurándose oficialmente el 10 de noviembre. El historiador Pedro Campomar Rotger, quien se desempeñó como director de la institución en sus primeros años, fue uno de los principales promotores de la creación del museo. Fue el encargado de gestionar la búsqueda de donaciones y acopio de los objetos vinculados a la historia del partido.
El museo posee diez salas donde se preservan piezas históricas de la región. Se puede encontrar un sector exclusivo de paleontología y ciencias naturales, donde se aprecia un ejemplar de un Glossotherium, del cual solo hay cuatro existentes en la Argentina, uno de ellos en el Museo de Ciencias Naturales de La Plata. Se exhiben además documentos originales de los primeros fundadores del Partido de Esteban Echeverría, como Enrique Santamarina, Luis Guillón y Herminio Constanzó.

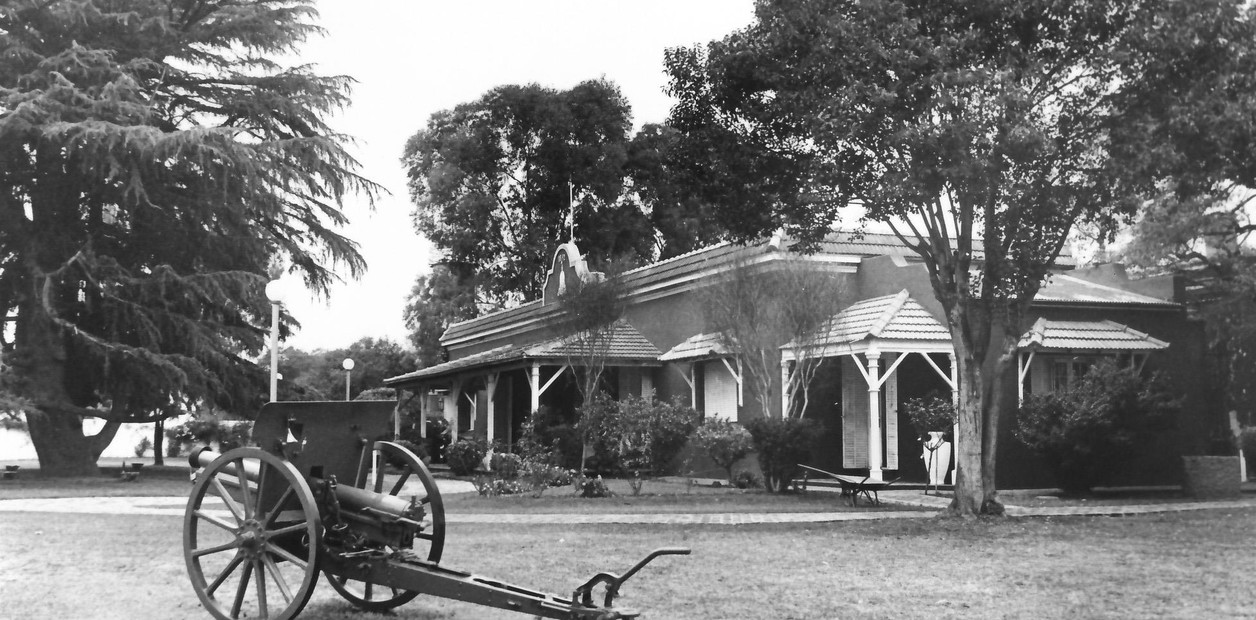
El casco de La Campana, antigua chacra de la familia de John McClymont, granjero escocés

Entre las casi 2 mil piezas donadas por los vecinos, se encuentra un libro que rescata la “Primera y única colonia escocesa formada en Argentina”, escrito en 1925 por Cecilia Grierson, la primera médica del país. También un documento firmado por el cónsul inglés Woodbine Parish, tío de los hermanos Parish Robertson. Las paredes de ladrillos asentadas en barro también resguardan la cámara fotográfica utilizada por el biólogo Luciano Valette en su expedición a las islas Orcadas en 1904, un trozo del primer alambrado extendido en la Argentina, campanas que señalaban los lotes en venta, los muebles de la primera Intendencia y la imprenta linotípica de Thorsen, que permitió publicar el primer periódico en idioma danés de Latinoamérica. Entre las salas más destacadas esta la pulpería, una recreación de un típico almacén de campo. En sus dependencias funciona también el Archivo Histórico Municipal, que guarda el fondo del diario "La Voz del Pueblo". 

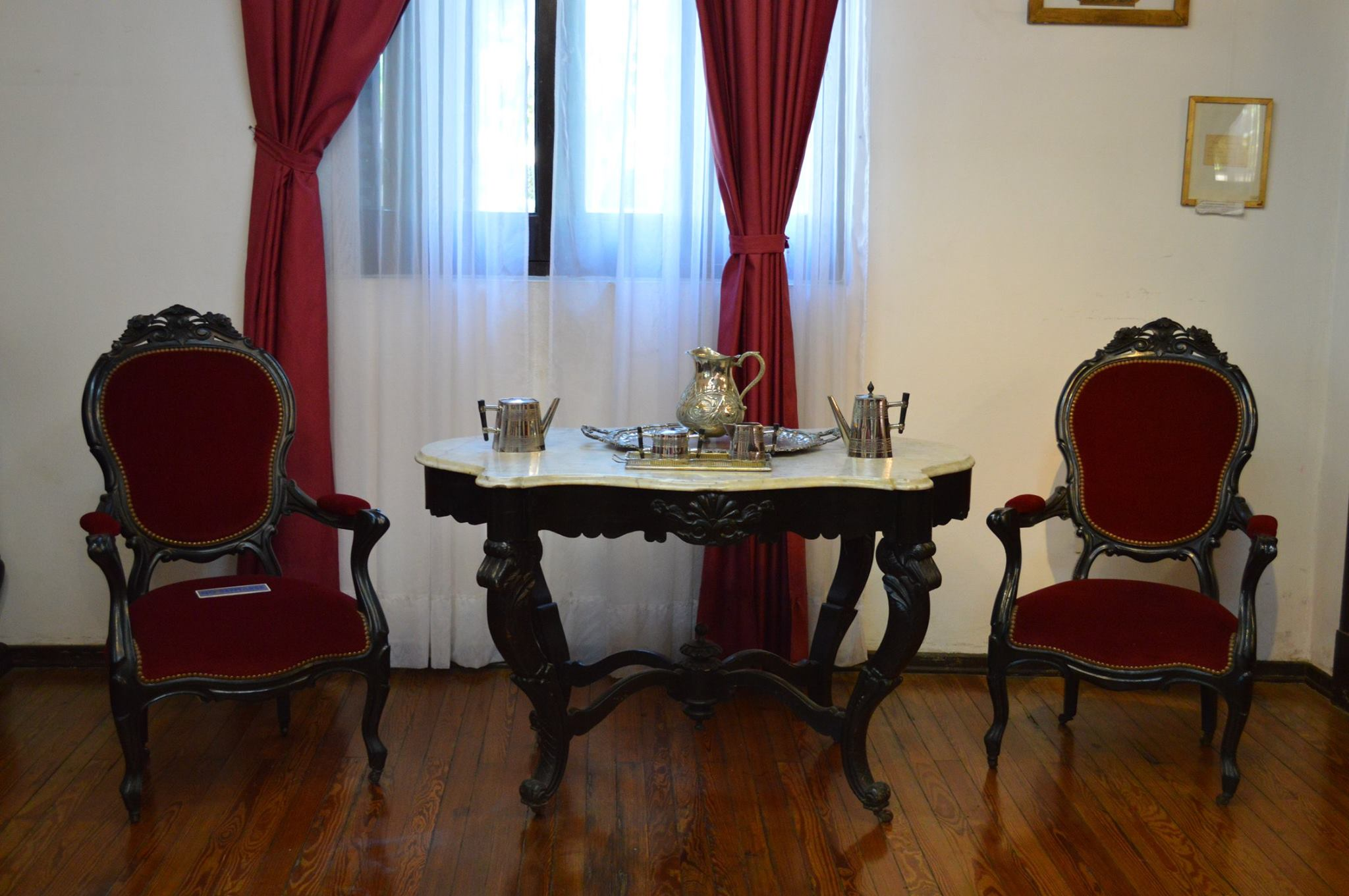
Mobiliario de la casa, original de la época de Juan Manuel de Rosas. Se encuentra exhibido en el Salón Comedor.

### El casco histórico

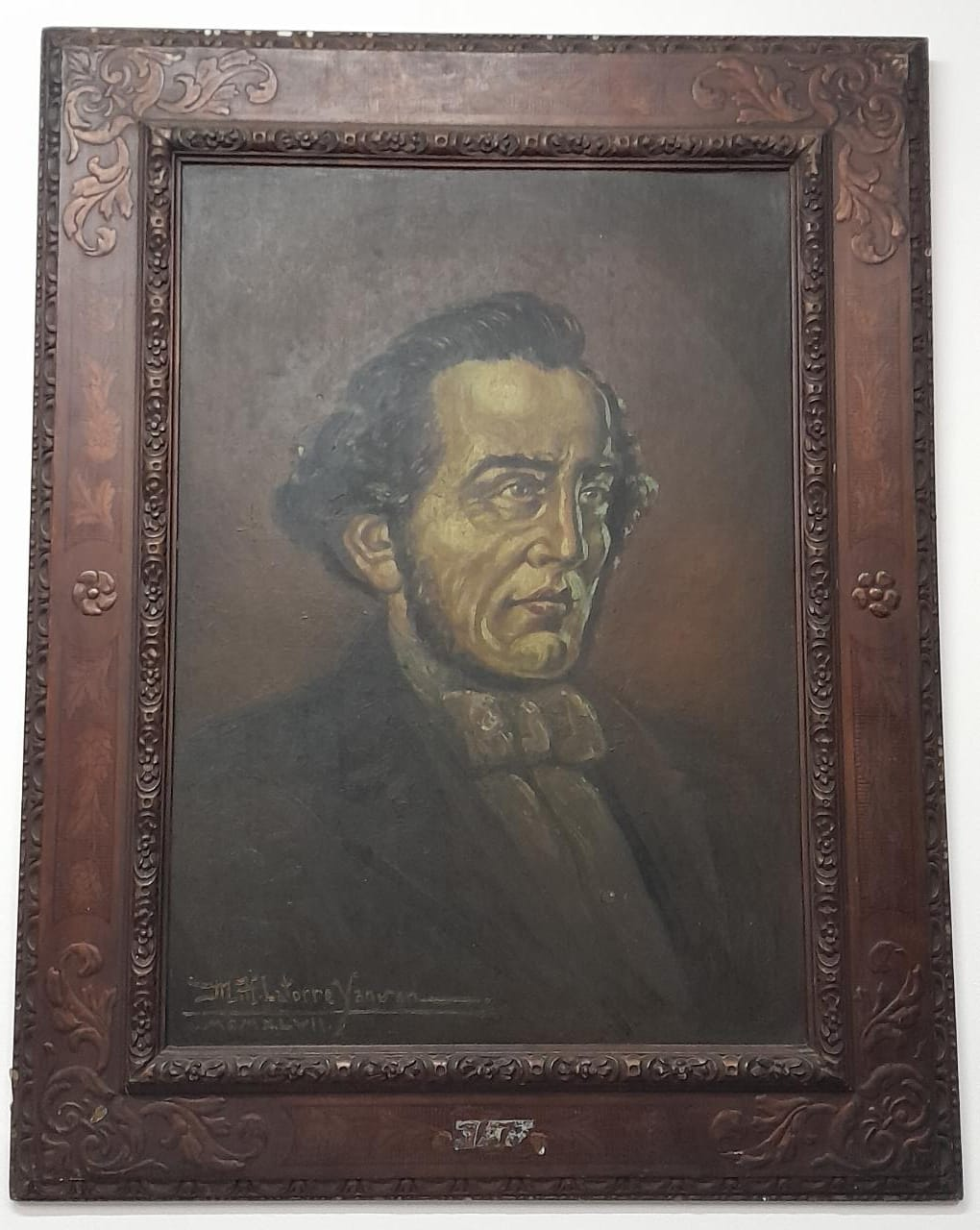
Retrato de Esteban Echeverría por Héctor Yansen Latorre, 1947.

La historia de la casona se remonta a 1825. Las tierras fueron  parte de la chacra que perteneció a los Mc Clymont, una de las familias de escoceses que vinieron a instalarse en a la región de Monte Grande cuando los hermanos John y William Parish Robertson emprendieron el proyecto de crear una colonia agrícola y ganadera bajo la administración de Bernardino Rivadavia. Datos todavía no confirmados indican que parte del casco fue levantado en el año 1842, fecha que puede apreciarse conjuntamente con una campana en la espadaña del edificio. El estanciero Federico Álvarez de Toledo fue propietario de la chacra, siendo también un vecino muy comprometido con la autonomía de Monte Grande. Años más tarde la propiedad paso a manos de la familia Otamendi-Risso, dueños del antiguo Frigorífico Monte Grande. Cambió varias veces de propietarios hasta que finalmente la adquirió Fernando Pantaleón Echevarría, quién le dio a la casona el aspecto definitivo: la casa principal, desarrollada en una planta con forma de "L", dando lugar al patio con un falso aljibe, réplica del que se encuentra en la Casa Histórica de la Independencia, en Tucumán. También construyó una capilla (que es una réplica de la Iglesia de Purmamarca) consagrada a la Virgen de los Remedios, con su pila bautismal, su altar y la imagen de la Virgen de los Remedios tallada en algarrobo. La casona siguió cambiando de destino: funcionó como un geriátrico administrado por la curia hasta que la Municipalidad de Esteban Echeverría la adquiere para ser la sede de un Museo Tradicionalista. El Museo supo albergar en sus primeros años incluso un zoológico de especies autóctonas creado por Ángel Norberto Biliani. El monumento que se encuentra frente al Museo es una obra de la escultora local Patricia Simek (1925-2019) un homenaje a Guillermo Granado, Isaac Rocha y Alejandro Vargas, combatientes oriundos de Esteban Echeverría, caídos en la Guerra de Malvinas. El parque lleva el nombre de Fausto Luis Viglione, primer director ad honorem de la institución.